# Django Bates
Django Bates nome completo Leon Django Bates (Beckenham, 2 ottobre 1960) è un musicista inglese.

## Carriera
Strumentista poliedrico e compositore essenzialmente autodidatta, si mise in luce nei primi anni Ottanta nei complessi di Tim Whitehead e soprattutto Zila di Dudu Pukwana. Membro fondatore dell'orchestra cooperativa Loose Tubes (1983-1990), che comprendeva anche Steve e Julian Argüelles, Iain Ballamy e Steve Berry, cominciò lì a mostrare le sue originali qualità di compositore e arrangiatore, oltre che di virtuoso multistrumentista.

Dopo aver collaborato con Bill Bruford e Ken Stubbs, la sua attività si è divisa fra la conduzione di piccoli gruppi a organico variabile (dal duo al quintetto) sotto l'egida costante di Human Chain, comprendenti attualmente il saxofonista Iain Ballamy, il bassista Michael Mondesir, il batterista Martin France e la cantante Josefine Lindstrand e con cui ha compiuto tournée in tutto il mondo; la direzione dell'orchestra Delightful Precipice, al cui nucleo è Human Chain; commissioni compositive per le più diverse situazioni musicali, dal teatro al cinema al circo alle stagioni sinfoniche; collaborazioni con musicisti europei e statunitensi e occasionali esibizioni come solista di pianoforte.

Nel 1997 è stato insignito in Danimarca del premio Jazzpar.

Nel 2004 è stato Direttore artistico del festival musicale londinese FuseLeeds.

Dal 2005 insegna al Conservatorio di Musica Ritmica di Copenaghen.

## Discografia

### Come leader
- Human Chain (1986)
- Cashin' In (EG, 1988) with Human Chain
- Music for The Third Policeman (Ah Um, 1990)
- Summer Fruits (and Unrest) (JMT, 1993)
- Autumn Fires (and Green Shoots) (JMT, 1994)
- Winter Truce (and Homes Blaze) (JMT, 1995)
- Good Evening...Here is the News (1995)
- Like Life (1997)
- Quiet Nights (1998)
- You Live and Learn...(Apparently) (2004)
- Spring is Here (Shall we Dance?) (2008)
- Beloved Bird (2010)
- Confirmation (2012)

### Come sideman
Con Loose Tubes
- Loose Tubes (1985)
- Delightful Precipice (1986)
- Open Letter (1988)
- Dancing On Frith Street (live 1990) (2010)
- Säd Afrika (recorded live 1990) (2012)

Con Billy Jenkins
- Greenwich (1985)
- Uncommerciality Vol 1 (1986)
- Scratches of Spain (1987)

Con First House
- Erendira (1985)
- Cantilena (1989)

Con Bill Bruford's Earthworks
- Earthworks (1987)
- Dig? (1989)
- All Heaven Broke Loose (1991)
- Stamping Ground (1994)
- Heavenly Bodies (1997)

Con Iain Ballamy
- Balloon Man (1989)
- All Men Amen (1995)

Con Sidsel Endresen
- So I Write (1990)
- Exile (1993)

Con Julian Argüelles
- Skull View (1997)
- Escapade (1999)

Vari
- Dudu Pukwana – Life in Bracknell and Willisau (1983)
- Tim Whitehead’s Borderline – English People (1983)
- Dudu Pukwana – Zila '86 (1986)
- Social Systems – Research (1987)
- The Dedication Orchestra – Spirits Rejoice (1992)
- Hank Roberts – Little Motor People (JMT, 1993)
- Tim Berne's Caos Totale – Nice View (JMT, 1994)
- Christy Doran – Play the music of Jimi Hendrix (1994)
- Harry Beckett – D.B. piano in: 'Les Jardins du Casino' – Les Jardins du Casino (1995), Maxine (2010)
- Bendik Hofseth – Colours (1997)
- Søren Nørbo Trio – Debates (2005)
- Marius Neset – Golden XPlosion (2011)